# Pałac Sejmowy
Pałac Sejmowy (litewski: Seimo rūmai) – nazwa litewskiego parlamentu, siedziba Sejmu w Wilnie, stolicy Litwy. Prace nad budową pierwszego skrzydła pałacu przeprowadzono w 1976 roku. Budowa była nadzorowana przez architektów Algimantasa Nasvytisa i Vytautasa Nasvytisa. W 1980 r. prace na 9717,37 m² powierzchni pałacu zostały zakończone. Później budynek został rozbudowany ze względu na rosnące potrzeby. Wreszcie zespół pałacowy składał się z trzech skrzydeł, głównego, skrzydła pierwszego, mieszczącego Salę Parlamentarną, gdzie prace legislacyjne zostały przeprowadzone. W 1990 roku w dniu 11 marca, niepodległość Litwy została przywrócona w Sali Parlamentarnej. W 2006 roku rozpoczęły się prace nad budową nowej Sali Parlamentarnej. W 2007 roku 10 września nowa Sala został oficjalnie otwarta, prace kosztowały pięćdziesiąt milionów litów. Stara Sala Parlamentu będzie wykorzystywana do uroczystych sesji Sejmu.